# Чибукџија
Чибукџијa је занатлија који прави чибуке. 

## О занату
Занат потиче са Оријента. Чибук (тур. од перс.чŷб штап), камиш, цев на коју се пуши је пробушен шупаљ дрвени штап на који се натакне лула. Може бити различите дужине (и до 150 cm) понекад украшен интарзијама или тауширањем. На крају који се ставља у уста налази се често »такум« од кости или ћилибар. Дрво је најчешће јасмин. Чибуком се назива и пробушен штап са задебљалим крајем или лулицом за утицање цигарете.

## Друго значење
Чибукџија има још једно значење Тако су звали момке, слуге, који су ишли уз угледне аге и бегове и носили им чибуке, пунили луле и припаљивали.